# (1793) Zoya
(1793) Zoya est un astéroïde de la ceinture principale découvert le 28 février 1968 à Nauchnyj par l'astronome russe Tamara Mikhaylovna Smirnova.
Il est nommé en l'honneur de Zoya Kosmodemianskaïa, lycéenne et artisane soviétique de la Seconde Guerre mondiale.

## Historique
Sa désignation provisoire, lors de sa découverte le 28 février 1968, était 1968 DW.

## Caractéristiques
Sa distance minimale d'intersection de l'orbite terrestre est de 1,005 850 ua.